# Bernin
Bernin är en kommun i departementet Isère i regionen Auvergne-Rhône-Alpes i sydöstra Frankrike. Kommunen ligger i kantonen Saint-Ismier som tillhör arrondissementet Grenoble. År 2022 hade Bernin 3 230 invånare.

## Befolkningsutveckling
Antalet invånare i kommunen Bernin
Referens:INSEE